# Eleição suplementar para prefeito de Dourados em 2011
A eleição suplementar para prefeito de Dourados, em 2011, ocorreu em 6 de fevereiro para eleger um prefeito e um vice-prefeito para um mandato “tampão” até 31 de dezembro de 2012. A prefeita interina era Délia Razuk,
do Partido do Movimento Democrático Brasileiro (PMDB).
As convenções partidárias para a escolha dos candidatos ocorreram entre 13 de dezembro de 2010 a 2 de janeiro de 2011. A propaganda eleitoral obrigatória em Dourados começou a ser exibida em 20 de janeiro e terminou em 2 de fevereiro.

## Contexto

### Operação Uragano
No dia 1º de setembro de 2010, a Polícia Federal deflagrou a Operação Uragano, após investigação apontar fraudes e corrupção na prefeitura de Dourados. Segundo a PF, os contratos públicos com empresas rendiam 10% a mais, que eram destinados para pagar vereadores da base aliada e até da oposição, para caixa de campanha e para o prefeito Ari Artuzi (PDT). Foram presos o prefeito, a primeira-dama, o presidente da Câmara Sidlei Alves (DEM), nove vereadores e quatro secretários municipais. No total, foram cumpridos 29 mandados de prisão e 38 de condução coercitiva.

### Intervenção
Dois dias depois, o Tribunal de Justiça do estado decretou intervenção no município e indicou o juiz Eduardo Machado Rocha para assumir a prefeitura, sendo empossado no dia seguinte. No dia 17, o prefeito foi afastado do cargo e no dia 5 de outubro, o vice Carlinhos Cantor (PR) e nove veredores também foram afastados.
Com isso, a vereadora Délia Razuk foi eleita presidente da Câmara Municipal e seis suplentes foram empossados.

### Nova prefeita e renúncias
No dia 6 de outubro, o TJ determinou que o interventor Eduardo Machado Rocha deixasse a prefeitura e a presidente da Câmara assumisse em seu lugar. Délia tomou posse dois dias depois.
Em 1º de dezembro, o prefeito Ari Artuzi renunciou ao cargo, sendo libertado da prisão no dia seguinte. O vice e o presidente afastado da Câmara também renunciaram. No dia 11, o Tribunal Regional Eleitoral de Mato Grosso do Sul (TRE-MS) publicou resolução marcando eleição suplementar para 6 de fevereiro de 2011.

## Candidatos
Quatro pessoas se candidataram à prefeitura. A Justiça vetou a candidatura do vereador Elias Ishy (PT). Veja a lista:
| Candidato a prefeito | Candidato a prefeito | Candidato a prefeito | Último cargo que ocupou     | Partido e número | Candidato (a) a vice     | Coligação                                                                                  |
| -------------------- | -------------------- | -------------------- | --------------------------- | ---------------- | ------------------------ | ------------------------------------------------------------------------------------------ |
| Geraldo Sales        | —                    |                      | —                           | PSDC — 27        | Marcos Troques (PSDC)    | Candidato não coligado                                                                     |
| Genival Valeretto    | —                    |                      | —                           | PMN — 33         | Ronen Romero (PTN)       | Mobilização Trabalhista (PMN, PTN e PHS)                                                   |
| Murilo Zauith        | Murilo Zauith        |                      | Vice-governador (2007–2010) | DEM — 25         | Dinaci Ranzi (PT)        | União por Dourados (DEM, PT, PMDB, PSDB, PR, PDT, PSB, PPS, PTB, PP, PV, PSL, PRP e PTdoB) |
| José Araújo          | —                    |                      | —                           | PSOL — 50        | George Motoqueiro (PSOL) | Candidato não coligado                                                                     |

## Resultado
A contagem dos votos foi iniciada às 17 horas, no horário local do estado. O resultado final foi oficializado pouco antes das 20 horas. Murilo Zauith, candidato do DEM, foi eleito com 80,06% dos votos válidos. Geraldo Sales atingiu 13,99%; Genival Valeretto (PMN) obteve 3,61% e José Araújo (PSOL) teve 2,34%. Os votos em branco e nulos somaram 12,43% dos votos. A taxa de abstenção foi considerada elevada pelo TRE, atingindo 27,39% dos votantes aptos, considerando que o voto é obrigatório no Brasil.
| Turno único 6 de fevereiro de 2011 | Turno único 6 de fevereiro de 2011 | Turno único 6 de fevereiro de 2011 | Turno único 6 de fevereiro de 2011 |
| Candidato(a)                       | Vice                               | Votação                            | Votação                            |
| Candidato(a)                       | Vice                               | Total                              | Porcentagem                        |
| ---------------------------------- | ---------------------------------- | ---------------------------------- | ---------------------------------- |
| Murilo Zauith (DEM)                | Dinaci Ranzi (PT)                  | 70.906                             | 80,06%                             |
| Geraldo Sales (PSDC)               | Marcos Troques (PSDC)              | 12.392                             | 13,99%                             |
| Genival Valeretto (PMN)            | Ronen Romero (PTN)                 | 3.193                              | 3,61%                              |
| José Araújo (PSOL)                 | George Motoqueiro (PSOL)           | 2.060                              | 2,34%                              |
| Total de votos válidos             | Total de votos válidos             | 88.551                             | 100,00%                            |
| Votos apurados                     |                                    |                                    |                                    |
| Votos válidos                      | Votos válidos                      | 88.551                             | 87,57%                             |
| Votos em branco                    | Votos em branco                    | 5.745                              | 5,68%                              |
| Votos nulos                        | Votos nulos                        | 6.829                              | 6,75%                              |
| Total de votos apurados            | Total de votos apurados            | 101.125                            | 100,00%                            |
| Eleitores                          |                                    |                                    |                                    |
| Comparecimento                     | Comparecimento                     | 101.125                            | 72,61%                             |
| Abstenções                         | Abstenções                         | 38.817                             | 27,39%                             |
| Total de eleitores                 | Total de eleitores                 | 139.942                            | 100,00%                            |

#### Gráficos
| \| Turno único - Esquema Gráfico \| Turno único - Esquema Gráfico \| Turno único - Esquema Gráfico \| Turno único - Esquema Gráfico \| Turno único - Esquema Gráfico \| \| ----------------------------- \| ----------------------------- \| ----------------------------- \| ----------------------------- \| ----------------------------- \| \| \| \| \| \| \| \| Murilo Zauith \| Murilo Zauith \| \| 80,06% \| 80,06% \| \| Geraldo Sales \| Geraldo Sales \| \| 13,99% \| 13,99% \| \| Genival Valeretto \| Genival Valeretto \| \| 3,61% \| 3,61% \| \| José Araújo \| José Araújo \| \| 2,34% \| 2,34% \| \| Brancos e Nulos \| Brancos e Nulos \| \| 12,43% \| 12,43% \| \| Abstenções \| Abstenções \| \| 27,39% \| 27,39% \| |                   |  |        |        |
| Turno único - Esquema Gráfico |                   |  |        |        |
| |                   |  |        |        |
| Murilo Zauith | Murilo Zauith     |  | 80,06% | 80,06% |
| Geraldo Sales | Geraldo Sales     |  | 13,99% | 13,99% |
| Genival Valeretto | Genival Valeretto |  | 3,61%  | 3,61%  |
| José Araújo | José Araújo       |  | 2,34%  | 2,34%  |
| Brancos e Nulos | Brancos e Nulos   |  | 12,43% | 12,43% |
| Abstenções | Abstenções        |  | 27,39% | 27,39% |